# Joanna Sydor
Joanna Sydor-Klepacka (ur. 23 stycznia 1975 w Białymstoku) – polska aktorka i projektantka wnętrz.

## Życiorys
Absolwentka I Liceum Ogólnokształcącego im. Kazimierza Brodzińskiego w Tarnowie. W 1995 wystąpiła gościnnie w wideoklipie zespołu Cemetery of Scream pt. „Anxiety”. W 1998 ukończyła studia w Państwowej Wyższej Szkole Teatralnej im. Ludwika Solskiego w Krakowie, a w 2014 również na Wydziale Architektury Wnętrz Akademii Sztuk Pięknych w Warszawie.
W latach 1998–2005 była aktorką Teatru Starego im. Heleny Modrzejewskiej w Krakowie. Ogólnopolską rozpoznawalność zyskała rolą Teresy Makowskiej-Jakubczyk w serialu TVP2 M jak miłość (2003–2006, 2017–2019).
Po zrezygnowaniu z uprawiania pierwszego wyuczonego zawodu zajęła się projektowaniem wnętrz jako Pracownia Wnętrz Joanna Sydor.

## Życie prywatne
Córka lekarza. Siostra muzyka i kompozytora Pawła Sydora. Była w kilku związkach. Ma dwójkę dzieci. W małżeństwie z Marcinem Klepackim urodziła syna Stanisława. Kolejne dziecko pochodzi ze związku z Mariuszem Malcem – reżyserem M jak miłość.

## Przedstawienia teatralne
- Bracia Karamazow
- Dekalog II
- Dekalog VIII
- Pseudonim Anoda (2008) jako Anna Rodowiczowa

## Filmografia
- 1995: Listopad (spektakl telewizyjny) – Zosia Kunicka
- 1997: Zdrada (spektakl telewizyjny) – koleżanka
- 1997: Tęczaki (spektakl telewizyjny) – tęczak
- 1997: Nowe szaty cesarza (spektakl telewizyjny) – dama dworu
- 1997: Dla Fredry (spektakl telewizyjny) – Arycja
- 1997: Biała dama (spektakl telewizyjny) – Adela
- 1997: Alek (spektakl telewizyjny) – uczestniczka terapii
- 1999: Lato w Nohant (spektakl telewizyjny) – Augustyna
- 2001: Więzy krwi – lekarka pogotowia
- 2001: Tam i z powrotem – Judy Hartwig, żona Hoffmana
- 2001: Szkoła Obmowy (spektakl telewizyjny) – Konstancja
- 2001: Marszałek Piłsudski – Aleksandra Piłsudska (odc. 2-8)
- 2002: Sfora: Bez litości – kobieta Szprychy
- 2002: Na dobre i na złe – Justyna (odc. 105)
- 2003–2006, od 2017: M jak miłość – Teresa Makowska-Jakubczyk
- 2003: Kasia i Tomek – Dorotka, przyjaciółka Kasi z liceum (odc. 6 seria II słychać tylko głos)
- 2004: Pensjonat pod Różą – Małgorzata Szymczak (odc. 24)
- 2006: Kto nigdy nie żył… – Marta
- 2006: Kryminalni – modelka Ola Ochman (odc. 44)
- 2007: Pseudonim Anoda (spektakl telewizyjny) – Anna Rodowiczowa
- 2007: Faceci do wzięcia – Monika, sekretarka Wiktora (odc. 46, 49-50)
- 2007: Determinator – Dorota Brzostek, żona Andrzeja (odc. 3, 12)
- 2009: Sprawiedliwi – Mania Kohn, służaca Kaniewskich (odc. 2, 5-6)
- 2009: Przeznaczenie – Magda Ossowska (odc. 3)
- 2009: Popiełuszko. Wolność jest w nas – tłumaczka angielskiej tv
- 2009: Ojciec Mateusz – Alicja (odc. 30)
- 2010: Usta usta – Basia (odc. 1)
- 2010: Requiem zagubionych dusz – ona
- 2011: Wojna żeńsko męska – sekretarka prezesa wyuzdanego magazynu dla pań
- 2011: Unia serc – urzędniczka w ratuszu (odc. 1)
- 2011: Przepis na życie – klientka w salonie fryzjerskim (odc. 16)
- 2011: Instynkt – Biernacka (odc. 9)
- 2012: Prawo Agaty – Jola, koleżanka Agaty z pracy (odc. 1-2)
- 2012: Miłość – samotna kobieta
- 2012: Hotel 52 – Agata Karska, kochanka Filipa Gajdy (odc. 57)
- 2013: To nie koniec świata! – Małgosia, matka Tomka (odc. 8, 10)
- 2013: Strażnicy – kobieta
- 2013: Na krawędzi – policjantka (odc. 13)
- 2013: Jak głęboki jest ocean? – zona Marka
- 2014: Warsaw by Night – zakonnica
- 2014: Obce ciało – zona Alessia
- 2014: Lekarze nocą – kobieta w ciąży (odc. 13)
- 2014: Komisarz Alex – komisarz Joanna Tkaczyk (odc. 70)
- 2015: Ziarno prawdy – Elżbieta Budnik
- 2015: Skazane – Marianna, pracownica OPS w Warszawie (odc. 5-6)
- 2016: Na noże – gość na inauguracji restauracji (odc. 4)
- 2016: Komisja morderstw – Elwira Hoym, zona profesora (odc. 1)
- 2017: Ojciec Mateusz – Teresa Norska (odc. 218)
- 2017: Belfer 2 – Aneta Gontarska, matka Karoliny (odc. 3-5 serial II)
- 2018: W rytmie serca – Jadwiga Mirecka, żona Kamila (odc. 19)
- 2018: Śnił mi się już słoń i kino – matka
- 2018: Ślad – Irena Kolec, pracownica banku (odc. 45)
- 2019: O mnie się nie martw – Olga Zawiejska, żona Eryka (odc. 124)
- 2019: Pułapka – Marzena, matka Zosi (odc. 9, 11)
- 2020: Komisarz Alex – Magda Patorska (odc. 175)
- 2021: Komisarz Mama – Marlena (odc. 2)
- 2022: Brokat – matka Jurka